# Bufo verrucosissimus
Bufo verrucosissimus és una espècie de gripau de la família Bufonidae. Aquesta espècie és endèmica de l'Àsia central, a alçades que van des dels 0 als 1.900 metres sobre el nivell del mar. S'estén entre les ribes de la mar Càspia i la mar Negra, sobre els territoris de Rússia, Turquia, l'Azerbaidjan, Geòrgia i l'Iran. Habita els boscos temperats, subtropicals i tropicals, de comú en terres baixes, rius intermitents, jardins urbans i basses. Està amenaçada d'extinció per la destrucció de l'hàbitat.